# ゴルジ腱器官
ゴルジ腱器官（ゴルジけんきかん）とは骨格筋と腱の移行部にあるコラーゲン線維の皮膜に覆われた構造を持つ長さ500-1200μｍ、直径100-120μの腱の感覚器である。
カミッロ・ゴルジによって発見されたところからこの名称がつけられている。
2種類の役目を持っており、一つは関節への負荷や曲がり方などを感知して運動感覚を得ることと、
もう一つは過剰な力によって腱や靱帯が損傷しないための安全装置である。